# Velika gora
Velika gora je sredogorska veriga in obenem kraška planota v občinah Ribnica, Sodražica in Loški Potok. 
Sestavljena je predvsem iz apnenca na južni polovici (najvišji vrhovi segajo med 1200 in 1300 m.n.v), na severni polovici pa jo sestavlja predvsem dolomit (najvišji vrhovi segajo med 900 in 1100 m.n.v). Tukaj so potoki z glavnim tokom Bistrice v preteklosti močno preoblikovale doline v ozke vintgarje, slapišča in akumulacijsko polnile dolvodne doline z velikimi količinami proda (Kadice, Ribniška dolina). Na prehodu v južni, apnenčasti svet, pobočja postajajo vedno bolj strma in višja, tukaj tudi pade največja količina padavin v bližini. Zaradi ponikanja vode v kraški svet odteka voda v močne izvire pod samim vznožjem gore (obrha oz. izvira reke Ribnice in Rakitnice) in v reko Kolpo.
Po grebenih prevladuje gorsko podnebje, značilno z zelo nizkimi temperaturami in obilno količino dežja in snega.
Na Veliki gori se nahaja tudi veliko mrazišč in ledenih jam (hladilnik pod Ostrim vrhom, Ledena jama v Smrekovem žlebu idr.), ki tudi poleti vzdržujejo temperature okoli ledišča. 
Veliko goro tudi krasita 2 prepadni steni. 
Okameneli svatje (Bele stene), ki gledajo proti vzhodu in severu (Ribniška dolina, Ljubljanska kotlina, Krim, Dolenjska, Suha krajina, kočevski rog, Kamniško-savinjske Alpe, Julijske Alpe, Posavsko hribovje) se nahajajo okoli 1000 m.n.v in so sestavljeni iz več posameznih prepadnih sten.
Velika bela stena pa gleda proti jugu in zahodu (razgled na: Glažutarsko dolino, Goteniško goro, Gorski Kotar, Snežnik, Javorniki, Nanos, Trnovski gozd, Bloke, Idrijsko hribovje). Sestavlja jo enotna stena z več stopnjami na vrhu, vmes pa so tudi bolj odporni dolomitni stebri.
Čez Veliko goro pelje več pomembnejših poti (makadam): Rudeževa cesta (Rakitnica, ruševine radioklub Ribnica, Brezno pri Jelenovem žlebu, Jelenov žleb, Glažuta), in tudi glavna pot do travne gore s petimi razcepi (povezujejo večino predelov, 2 razcep vodi na Okamenele svate, tretji v smrekov žleb ipd.)
Turn
Je najvišji vrh velike gore z 1254 m.n.v. Vrh se zelo strmo povzpne nad okolico, zato pogled seže na zahod in sever (na tej točki se prekrivata Triglav in Blegoš )